# Özgen Erdem
Özgen Erdem (* 23. September 1995 in Gümüşhane) ist ein türkischer Fußballspieler.

## Karriere
Seine Profikarriere begann Erdem 2014 bei Orduspor, bei dem er zur Saison 2014/15 von dessen zweite Mannschaft verpflichtet wurde. Sein Ligadebüt gab er am ersten Spieltag der Saison gegen Kayserispor, das Spiel verlor Orduspor mit 0:1.
Seinen ersten Sieg mit Ordu feierte er am 20. Spieltag bei einem überraschenden 2:1-Auswärtssieg gegen das favorisierte Antalyaspor. Den zweiten Treffer zum 2:1-Endstand erzielte er selber in der 75. Minute per Elfmeter.